# وندنس
وندنس (به آلمانی: Vandans) یک سکونتگاه مسکونی در اتریش است که در Bludenz District واقع شده‌است.

## خصوصیات
وندنس ۵۳٫۵۵ کیلومترمربع مساحت دارد ۶۶۰ متر بالاتر از سطح دریا واقع شده‌است.